# Poursiugues-Boucoue
Poursiugues-Boucoue är en kommun i departementet Pyrénées-Atlantiques i regionen Nouvelle-Aquitaine i sydvästra Frankrike. Kommunen ligger i kantonen Arzacq-Arraziguet som tillhör arrondissementet Pau. År 2022 hade Poursiugues-Boucoue 184 invånare.

## Befolkningsutveckling
Antalet invånare i kommunen Poursiugues-Boucoue
| Referens: INSEE |